# Гигантская компонента
Гигантская компонента — эффект, возникающий в схемах случайного размещения частиц по ячейкам при неограниченном росте количества частиц. Эффект заключается в том, что почти все частицы (в процентном отношении) собираются в одной ячейке.
Рассмотрим обобщенную схему размещения n частиц по N ячейкам:
{\displaystyle \eta _{1}+\dots +\eta _{N}=n,\qquad (1)}
Обозначим через {\displaystyle \eta _{(1)}\leq \dots \leq \eta _{(N)}} вариационный ряд случайных величин {\displaystyle \eta _{1},\dots ,\eta _{N}}. Таким образом, {\displaystyle \;\eta _{(N)}} — максимальная компонента схемы (или максимальное число частиц в одной ячейке), а {\displaystyle \;\eta _{(N-1)}} — следующая по величине компонента.
Если при {\displaystyle n\to \infty } случайная величина {\displaystyle \;\eta _{(N)}/n} имеет предельное распределение, не имеющее накопления в нуле, а {\displaystyle \;\eta _{(N-1)}/n} вырождается в ноль, то говорят, что в схеме размещения (1) возникает гигантская компонента.
Известно, например, что в классической схеме размещения гигантской компоненты нет, а в логарифмической схеме, описывающей длины циклов в случайной подстановке, гигантская компонента возникает при {\displaystyle n\to \infty } так, что {\displaystyle \ln(n)/N\to \infty }, то есть при условии, что параметр {\displaystyle N} растет медленнее, чем {\displaystyle \ln(n)}.